# Juanulloa ferruginea
Juanulloa ferruginea är en potatisväxtart som beskrevs av José Cuatrecasas. Juanulloa ferruginea ingår i släktet Juanulloa och familjen potatisväxter. Inga underarter finns listade i Catalogue of Life.